# Eric Flaim
Eric Joseph Flaim (Pembroke, 9 marzo 1967) è un ex pattinatore di short track e pattinatore di velocità su ghiaccio statunitense.
È stato il primo pattinatore a vincere una medaglia olimpica in due discipline diverse ai Giochi olimpici invernali.

## Biografia
Eric Flaim iniziò con lo short track, per poi passare, ancora a livello giovanile, al pattinaggio di velocità su pista lunga. Prese parte a due edizioni dei campionati mondiali completi juniores, finendo fuori dai primi venti posti in classifica in entrambi i casi. Alla sua prima partecipazione ai campionati mondiali completi di pattinaggio di velocità seniores nel 1987 a Heerenveen concluse al diciassettesimo posto, il primo degli esclusi dalla prova finale sui 10.000 metri.
L'anno seguente, il 1988, fu il migliore della carriera agonistica di Flaim. Iniziò vincendo la medaglia di bronzo ai campionati mondiali sprint a West Allis, nel Wisconsin. Due settimane dopo, alle Olimpiadi di Calgary, alla prima batteria dei 1,500 m migliorò il record del mondo di Igor Zhelezovski. Il suo primato durò pochi minuti, battuto due turni dopo dal tedesco orientale André Hoffmann. Nessun altro fece segnare un tempo migliore di Flaim, che fu quindi medaglia d'argento. Un paio di settimane dopo ad Oslo diventò campione del mondo all-round.
Negli anni seguenti non riuscì a ripetersi a tali livelli. Nel 1989 vinse ex aequo con l'austriaco Michael Hadschieff la Coppa del Mondo dei 1.000 m, ma prima un'operazione al ginocchio poi problemi di salute lo tennero a lungo lontano dalle competizioni. Nel 1992 ottenne un incoraggiante quinto posto in una gara di Coppa del Mondo e sembrò essere sul punto di tornare ad alti livelli, ma alle Olimpiadi di Albertville un'intossicazione alimentare lo mise fuori gioco dopo la gara sui 5.000 m, dove era arrivato sesto. I piazzamenti ai mondiali sprint e ai mondiali all-round furono deludenti, e a fine stagione Flaim lasciò la pista lunga per tornare a gareggiare nello short track.
Due anni dopo, alle Olimpiadi di Lillehammer, vinse la sua seconda medaglia olimpica, l'argento nella staffetta maschile di short-track. Divenne così il primo pattinatore medagliato in due diverse discipline olimpiche invernali; prima di lui, anche la pattinatrice di velocità Christa Rothenburger aveva vinto una medaglia olimpica in un altro sport, ma fu nel ciclismo ai Giochi estivi.
Nel 1998 Flaim partecipò alla sua quarta ed ultima Olimpiade a Nagano, dove fu portabandiera degli Stati Uniti nella cerimonia di apertura. A fine stagione si ritirò dalle competizioni, e iniziò a lavorare come allenatore per la federazione statunitense di pattinaggio di velocità. Oltre al lavoro come tecnico, fa il commentatore sportivo per la televisione. Ha istituito la Eric Flaim Foundation, una fondazione che si dedica a promuovere la pratica sportiva tra i bambini sostenendo ed organizzando programmi di educazione fisica nelle scuole e nei centri sociali.
Nel 2003 Flaim fu inserito nella United States Speed Skating Hall of Fame, la hall of fame statunitense del pattinaggio di velocità. In carriera ha accumulato un punteggio di 157.340 punti nell'Adelskalender, la classifica di tutti i tempi all-round del pattinaggio di velocità; rimase al primo posto di tale classifica per 1494 giorni, dal 17 febbraio 1988 al 21 marzo 1992.

## Record personali
| Distanza | Tempo    | Data             | Luogo   |
| -------- | -------- | ---------------- | ------- |
| 500 m    | 36.98    | 23 gennaio 1988  | Calgary |
| 1.000 m  | 1:13.53  | 18 febbraio 1988 | Calgary |
| 1.500 m  | 1:52.12  | 20 febbraio 1988 | Calgary |
| 3.000 m  | 4:02.64  | 11 dicembre 1988 | Calgary |
| 5.000 m  | 6:47.09  | 17 febbraio 1988 | Calgary |
| 10.000 m | 14:05.57 | 21 febbraio 1988 | Calgary |

## Palmarès

### Pattinaggio di velocità

#### Giochi olimpici invernali
- 1 medaglia:
  - 1 argento (1500 metri a Calgary 1988)

#### Campionati mondiali completi di pattinaggio di velocità
- 1 medaglia:
  - 1 oro (Medeo 1988)

#### Campionati mondiali di pattinaggio di velocità - Sprint
- 1 medaglia:
  - 1 bronzo (West Allis 1988)

### Short track

#### Giochi olimpici invernali
- 1 medaglia:
  - 1 argento (5000 m staffetta a Lillehammer 1994)